# Friedrich Bernhardi
Friedrich Bernhardi (ur. 25 listopada 1838 w Adlig-Krummendorf, zm. 4 lutego 1916 w Adlig-Krummendorf) − niemiecki przemysłowiec na Górnym Śląsku, twórca połączonego koncernu przemysłowego Georg von Giesches Erben i jego dyrektor generalny przez 31 lat.

## Życiorys
Od 1869 przebywał na Górnym Śląsku. Pracował dla państwa pruskiego oraz rodziny Tiele-Wincklerów (jako inspektor górniczy). W 1873 został dyrektorem generalnym Bergwerksgeseltschaft Georg von Giesche's Erben.
Bernhardi rozpoczął skupowanie akcji koncernu Georg von Giesches Erben od osób, nie powiązanych z potomkami Georga von Giesche. Stworzył firmę górniczą, będącą jedną z największych w branży na terenach wschodnich Niemiec. Zainicjował wykup pól wydobywczych, zamiast ich dzierżawy. W 1873 rezerwa kapitałowa prowadzonej przez niego firmy wynosiła sześć milionów talarów. Był twórcą przemysłu cynkowego w Roździeniu (dziś w granicach Katowic). W 1897 obok kolonii Bagno, pomiędzy dzisiejszą ul. Krakowską, ul. Roździeńską i ul. Obrońców Westerplatte, wybudowano hutę „Bernhardi”.
W latach 1873−1887 Bernhardi mieszkał na terenie Roździenia lub Burowca (w latach 80 XIX w. w willi przy dzisiejszej ul. gen. Józefa Hallera 19). Od 1883 do 1904 obejmował stanowisko prezesa Górnośląskiego Związku Przemysłowców Górniczo-Hutniczych w Katowicach. W 1887 zamieszkał w pałacu w Załężu (przy dzisiejszej ul. Gliwickiej 159), skąd w 1896 kierował akcją ratowniczą podczas katastrofy górniczej w kopalni „Kleofas” w Załężu. Carl Besser (późniejszy dyrektor generalny Bergwerksgeseltschaft Georg von Giesche's Erben) w tym samym roku otrzymał medal za przeprowadzenie akcji ratunkowej podczas tej katastrofy.
W 1904 przestał pełnić funkcję dyrektora generalnego Bergwerksgeseltschaft Georg von Giesche's Erben, a w 1905 został nim Anton Uthemann.